# Unione Sportiva Città di Palermo 1995-1996
Questa voce raccoglie le informazioni riguardanti l'Unione Sportiva Città di Palermo nelle competizioni ufficiali della stagione 1995-1996.

## Stagione
Prima della nuova stagione, il 5 giugno del 1995 l'intero pacchetto azionario del Palermo viene rilevato completamente da Giovanni Ferrara, che, di fatto, tolse il suo ex socio Liborio Polizzi dalla società. A seguito delle ristrettezze economiche, uno dei primi passi del neopresidente fu quello di pagare gli stipendi arretrati con l'aiuto della Lega Calcio.
La campagna acquisti è stata fatta al risparmio pescando giovani della Primavera e giovani dalle categorie inferiori, venendo a crearsi quello che verrà soprannominato il Palermo dei picciotti.
Come detto, infatti, la squadra titolare era formata da molti giocatori della Primavera, nati e cresciuti a Palermo, compreso l'allenatore Ignazio Arcoleo, che era stato anche una bandiera dei rosanero negli anni settanta e che aveva appena concluso un ciclo positivo con il Trapani, portandolo dai dilettanti alla lotta per un posto in Serie B nei play-off di Serie C1 l'annata precedente.
In campionato il Palermo si classificò al 7º piazzamento finale, a 9 punti dalla zona promozione, risultato inatteso a inizio stagione, dopo una lotta al salto di categoria a distanza di 13 anni (dal 1981-1982) e un calo fatale nel girone di ritorno (sconfitte di misura nel finale contro il Foggia, il capolista Bologna, la Salernitana e il pareggio con l'altro neopromosso Verona al Bentegodi), dato che prima, nel girone di andata e a metà del torneo, sostava nei primi posti di vertice (in particolare, dopo la vittoria per 2-1 contro la Salernitana, alla penultima giornata del girone di andata, i rosanero raggiunsero momentaneamente il primo posto, piazzamento temporaneo che in Serie B non ottenevano da 17 anni). Per le prime sei partite esterne, così come nella stagione 1993-1994 e in quella 2011-2012 (qui la striscia aumenta), la squadra non è riuscita a realizzare gol fuori casa.
Questi giovani, per un lungo tratto dell'annata, hanno dato, grazie al grande entusiasmo, grandi speranze sia in Coppa Italia, dove arrivano fino ai quarti, che in campionato, giungendo non molto lontani dal 4º posto, posizione raggiunta e mantenuta per alcune giornate. Nella coppa nazionale sono da registrare le vittorie casalinghe alla Favorita contro squadre di categoria superiore, come quelle contro il Parma di Gianfranco Zola 3-0, all'epoca detentore della Coppa UEFA e il Vicenza 1-0, sempre in quel periodo una delle rivelazioni della Serie A 1995-1996. L'avventura del Palermo si interromperà ai quarti di finale, dove si arrenderà al doppio confronto con la Fiorentina di Gabriel Batistuta, futura vincitrice del trofeo.
Molti giovani calciatori sfrutteranno questa stagione come trampolino di lancio facendosi conoscere a livello nazionale, tra i quali Gianluca Berti, Gaetano Vasari, Francesco Galeoto e Giacomo Tedesco.

## Divise e sponsor
La maglia era Rosanero e i pantaloncini neri.

## Organigramma societario[5]
- Presidente: Giovanni Ferrara
- Direttore sportivo: Franco Peccenini
- Segretario generale: Silvio Palazzotto
- Segretario: Salvatore Francoforte
- Allenatore: Ignazio Arcoleo e Antonio De Bellis

## Calciomercato

### Sessione estiva
| Acquisti | Acquisti          | Acquisti | Acquisti   |
| R.       | Nome              | da       | Modalità   |
| -------- | ----------------- | -------- | ---------- |
| P        | Gianluca Berti    | Ancona   | definitivo |
| D        | Alessandro Parisi | Bari     | definitivo |
| C        | Marco Ciardiello  |          | definitivo |
| C        | Pierluigi Di Già  | Venezia  | definitivo |
| C        | Francesco Galeoto | Trapani  | definitivo |
| A        | Lorenzo Scarafoni | Cesena   | definitivo |
| A        | Gaetano Vasari    | Trapani  | definitivo |

| Cessioni | Cessioni             | Cessioni    | Cessioni      |
| R.       | Nome                 | a           | Modalità      |
| -------- | -------------------- | ----------- | ------------- |
| P        | Gianmatteo Mareggini | Fiorentina  | fine prestito |
| D        | Massimo Brambati     | Lucchese    | definitivo    |
| D        | Mirko Taccola        | Napoli      | definitivo    |
| D        | Fabrizio Bucciarelli |             | definitivo    |
| C        | Andrea Bianchi       | Siena       | definitivo    |
| C        | Valeriano Fiorin     | Torino      | definitivo    |
| C        | Pietro Maiellaro     | Tigres UANL | definitivo    |
| C        | Gianluca Petrachi    | Cremonese   | definitivo    |
| A        | Salvatore Campilongo | Turris      | definitivo    |
| A        | Antonio Criniti      | Avellino    | definitivo    |

### A stagione in corso
| Acquisti | Acquisti          | Acquisti | Acquisti                |
| R.       | Nome              | da       | Modalità                |
| -------- | ----------------- | -------- | ----------------------- |
| C        | Antonino Barraco  | Trapani  | definitivo (a marzo)    |
| C        | Giuseppe Compagno | Pescara  | definitivo (a dicembre) |

| Cessioni | Cessioni           | Cessioni         | Cessioni               |
| R.       | Nome               | a                | Modalità               |
| -------- | ------------------ | ---------------- | ---------------------- |
| C        | Davide Campofranco | Turris           |                        |
| C        | Giorgio Lucenti    | Atletico Catania | definitivo (a gennaio) |
| A        | Giancarlo Ferrara  | Battipagliese    | (a novembre)           |
| A        | Antonio Rizzolo    | Reggiana         | definitivo (a ottobre) |

## Risultati

### Serie B

#### Girone di andata
| Reggio Emilia 27 agosto 1995 1ª giornata | Reggiana          | 0 – 0 referto | Palermo | Stadio Giglio\| Arbitro: \| Bonfrisco (Monza) \| |
| Arbitro:                                 | Bonfrisco (Monza) |               |         |                                                  |

| Arbitro: | Cinciripini (Ascoli Piceno) |

|                |           |                  |
| G. Ferrara 90’ | Marcatori | 32’ (aut.) Biffi |

| Pescara 10 settembre 1995 3ª giornata | Pescara            | 0 – 0 referto | Palermo | Stadio Adriatico\| Arbitro: \| Dagnello (Trieste) \| |
| Arbitro:                              | Dagnello (Trieste) |               |         |                                                      |

| Arbitro: | Borriello (Mantova) |

|                                     |           |                            |
| Di Somma 15’ Vasari 30’, 64’ (rig.) | Marcatori | 10’ Passoni 71’ A. Morello |

| Lucca 24 settembre 1995 5ª giornata | Lucchese                    | 0 – 0 referto | Palermo | Stadio Porta Elisa\| Arbitro: \| Serena (Bassano del Grappa) \| |
| Arbitro:                            | Serena (Bassano del Grappa) |               |         |                                                                 |

| Arbitro: | De Prisco (Nocera Inferiore) |

|               |           |               |
| Scarafoni 59’ | Marcatori | 70’ Lucarelli |

| Perugia 8 ottobre 1995 7ª giornata | Perugia              | 0 – 0 referto | Palermo | Stadio Renato Curi\| Arbitro: \| Farina (Novi Ligure) \| |
| Arbitro:                           | Farina (Novi Ligure) |               |         |                                                          |

| Arbitro: | Franceschini (Bari) |

|                            |           |             |
| Gia. Tedesco 7’ Vasari 45’ | Marcatori | 58’ Criniti |

| Brescia 22 ottobre 1995 9ª giornata | Brescia            | 0 – 0 referto | Palermo | Stadio Mario Rigamonti\| Arbitro: \| Ercolino (Cassino) \| |
| Arbitro:                            | Ercolino (Cassino) |               |         |                                                            |

| Arbitro: | Rossi (Ciampino) |

|                           |           |            |
| Scarafoni 28’ (rig.), 56’ | Marcatori | 68’ Melosi |

| Arbitro: | Gronda (Genova) |

|            |           |  |
| Vasari 83’ | Marcatori |  |

| Arbitro: | Bazzoli (Merano) |

|           |           |  |
| Nappi 10’ | Marcatori |  |

| Arbitro: | Bolognino (Milano) |

|                |           |           |
| Bortoluzzi 70’ | Marcatori | 32’ Biffi |

| Palermo 3 dicembre 1995 14ª giornata | Palermo         | 0 – 0 referto | Foggia | Stadio La Favorita\| Arbitro: \| Boggi (Salerno) \| |
| Arbitro:                             | Boggi (Salerno) |               |        |                                                     |

| Arbitro: | Quartuccio (Torre Annunziata) |

|                                         |           |  |
| Aglietti 3’, 57’ Toscano 14’ Pasino 73’ | Marcatori |  |

| Arbitro: | Braschi (Prato) |

|                                     |           |             |
| Scarafoni 15’ (rig.) Ciardiello 54’ | Marcatori | 30’ Manetti |

| Bologna 23 dicembre 1995 17ª giornata | Bologna          | 0 – 0 referto | Palermo | Stadio Renato Dall'Ara\| Arbitro: \| De Santis (Roma) \| |
| Arbitro:                              | De Santis (Roma) |               |         |                                                          |

| Arbitro: | Farina (Novi Ligure) |

|                            |           |            |
| Scarafoni 56’ Caterino 71’ | Marcatori | 3’ Tudisco |

| Arbitro: | Collina (Viareggio) |

|                 |           |  |
| V. Esposito 75’ | Marcatori |  |

#### Girone di ritorno
| Palermo 20 gennaio 1996 20ª giornata | Palermo             | 0 – 0 referto | Reggiana | Stadio La Favorita\| Arbitro: \| Ceccarini (Livorno) \| |
| Arbitro:                             | Ceccarini (Livorno) |               |          |                                                         |

| Arbitro: | Messina (Bergamo) |

|            |           |  |
| Hübner 74’ | Marcatori |  |

| Arbitro: | Stafoggia (Pesaro) |

|                   |           |                  |
| Vasari 89’ (rig.) | Marcatori | 40’ F. Giampaolo |

| Arbitro: | De Prisco (Nocera Inferiore) |

|                                             |           |  |
| Mazzoli 5’ Massara 10’ Scaringella 73’, 81’ | Marcatori |  |

| Arbitro: | L. Branzoni (Pavia) |

|                                 |           |                        |
| Di Già 25’ Scarafoni 64’ (rig.) | Marcatori | 50’ Rastelli 90’ Cozza |

| Arbitro: | Lana (Torino) |

|              |           |           |
| De Paola 38’ | Marcatori | 3’ Di Già |

| Arbitro: | Collina (Viareggio) |

|  |           |             |
|  | Marcatori | 72’ Goretti |

| Arbitro: | Tombolini (Ancona) |

|                                |           |                              |
| Marasco 49’ Criniti 61’ (rig.) | Marcatori | 12’, 38’ Compagno 46’ Vasari |

| Arbitro: | Serena (Bassano del Grappa) |

|                           |           |  |
| Barraco 33’ Scarafoni 62’ | Marcatori |  |

| Arbitro: | Cardona (Milano) |

|             |           |                   |
| Cossato 55’ | Marcatori | 34’ (aut.) D'Anna |

| Arbitro: | Rossi (Ciampino) |

|                         |           |             |
| Lorenzo 35’ Nardini 77’ | Marcatori | 67’ Barraco |

| Arbitro: | Franceschini (Bari) |

|                                                      |           |  |
| Galante 19’ (aut.) Vasari 38’, 87’ Giac. Tedesco 67’ | Marcatori |  |

| Arbitro: | Rosica (Roma) |

|            |           |  |
| Vasari 62’ | Marcatori |  |

| Arbitro: | Borriello (Mantova) |

|               |           |  |
| Kolyvanov 90’ | Marcatori |  |

| Arbitro: | Quartuccio (Torre Annunziata) |

|             |           |  |
| Barraco 47’ | Marcatori |  |

| Verona 19 maggio 1996 35ª giornata | Verona              | 0 – 0 referto | Palermo | Stadio Marcantonio Bentegodi\| Arbitro: \| Ceccarini (Livorno) \| |
| Arbitro:                           | Ceccarini (Livorno) |               |         |                                                                   |

| Arbitro: | Nicchi (Arezzo) |

|               |           |                       |
| Scarafoni 16’ | Marcatori | 6’ Paramatti 86’ Savi |

| Arbitro: | Treossi (Forlì) |

|                        |           |                      |
| Pisano 45’, 56’ (rig.) | Marcatori | 72’ (rig.) Scarafoni |

| Arbitro: | Messina (Bergamo) |

|                        |           |  |
| Vasari 13’ Barraco 78’ | Marcatori |  |

### Coppa Italia
| Arbitro: | De Prisco (Nocera Inferiore) |

|  |           |                           |
|  | Marcatori | 18’ Galeoto 55’ Pisciotta |

| Arbitro: | Boggi (Salerno) |

|                             |           |  |
| Caterino 7’ Vasari 48’, 87’ | Marcatori |  |

| Arbitro: | Trentalange (Torino) |

|             |           |  |
| Galeoto 72’ | Marcatori |  |

| Arbitro: | Stafoggia (Pesaro) |

|                      |           |  |
| Batistuta 64’ (rig.) | Marcatori |  |

| Arbitro: | Beschin (Legnago) |

|               |           |                          |
| Scarafoni 73’ | Marcatori | 32’ Baiano 57’ Rui Costa |

## Statistiche

### Statistiche di squadra
| Competizione | Punti | In casa | In casa | In casa | In casa | In casa | In casa | In trasferta | In trasferta | In trasferta | In trasferta | In trasferta | In trasferta | Totale | Totale | Totale | Totale | Totale | Totale | DR |
| Competizione | Punti | G       | V       | N       | P       | Gf      | Gs      | G            | V            | N            | P            | Gf           | Gs           | G      | V      | N      | P      | Gf     | Gs     | DR |
| ------------ | ----- | ------- | ------- | ------- | ------- | ------- | ------- | ------------ | ------------ | ------------ | ------------ | ------------ | ------------ | ------ | ------ | ------ | ------ | ------ | ------ | -- |
| Serie B      | 52    | 19      | 11      | 6       | 2       | 28      | 14      | 19           | 1            | 10           | 8            | 8            | 21           | 38     | 12     | 16     | 10     | 36     | 35     | +1 |
| Coppa Italia |       | 3       | 2       | 0       | 1       | 5       | 2       | 2            | 1            | 0            | 1            | 2            | 1            | 5      | 3      | 0      | 2      | 7      | 3      | +4 |
| Totale       |       | 22      | 13      | 6       | 3       | 33      | 16      | 21           | 2            | 10           | 9            | 10           | 22           | 43     | 15     | 16     | 12     | 43     | 38     | +5 |

### Statistiche dei giocatori
| Giocatore     | Serie B  | Serie B | Serie B     | Serie B    | Coppa Italia | Coppa Italia | Coppa Italia | Coppa Italia | Totale   | Totale | Totale      | Totale     |
| Giocatore     | Presenze | Reti    | Ammonizioni | Espulsioni | Presenze     | Reti         | Ammonizioni  | Espulsioni   | Presenze | Reti   | Ammonizioni | Espulsioni |
| ------------- | -------- | ------- | ----------- | ---------- | ------------ | ------------ | ------------ | ------------ | -------- | ------ | ----------- | ---------- |
| P. Assennato  | 32       | 0       | ?           | ?          | ?            | ?            | ?            | ?            | 32+      | 0+     | ?           | ?          |
| A. Barraco    | 11       | 5       | ?           | ?          | ?            | ?            | ?            | ?            | 11+      | 5+     | ?           | ?          |
| G. Berti      | 36       | -34     | ?           | ?          | 5            | -3           | ?            | ?            | 41       | -37    | ?           | ?          |
| R. Biffi      | 32       | 1       | ?           | ?          | ?            | ?            | ?            | ?            | 32+      | 1+     | ?           | ?          |
| M. Cammarieri | 7        | 0       | ?           | ?          | ?            | ?            | ?            | ?            | 7+       | 0+     | ?           | ?          |
| A. Cardinale  | 1        | 0       | ?           | ?          | ?            | ?            | ?            | ?            | 1+       | 0+     | ?           | ?          |
| G. Caterino   | 28       | 1       | ?           | ?          | ?            | 1            | ?            | ?            | 28+      | 2      | ?           | ?          |
| M. Ciardiello | 25       | 1       | ?           | ?          | ?            | ?            | ?            | ?            | 25+      | 1+     | ?           | ?          |
| G. Compagno   | 18       | 2       | ?           | ?          | ?            | ?            | ?            | ?            | 18+      | 2+     | ?           | ?          |
| P. Di Già     | 32       | 2       | ?           | ?          | ?            | ?            | ?            | ?            | 32+      | 2+     | ?           | ?          |
| G. Di Somma   | 21       | 1       | ?           | ?          | ?            | ?            | ?            | ?            | 21+      | 1+     | ?           | ?          |
| C. Ferrara    | 31       | 0       | ?           | ?          | ?            | ?            | ?            | ?            | 31+      | 0+     | ?           | ?          |
| G. Ferrara    | 1        | 1       | ?           | ?          | ?            | ?            | ?            | ?            | 1+       | 1+     | ?           | ?          |
| F. Galeoto    | 36       | 0       | ?           | ?          | ?            | 2            | ?            | ?            | 36+      | 2      | ?           | ?          |
| G. Iachini    | 30       | 0       | ?           | ?          | ?            | ?            | ?            | ?            | 30+      | 0+     | ?           | ?          |
| G. Lo Nero    | 10       | 0       | ?           | ?          | ?            | ?            | ?            | ?            | 10+      | 0+     | ?           | ?          |
| G. Lucenti    | 1        | 0       | ?           | ?          | ?            | ?            | ?            | ?            | 1+       | 0+     | ?           | ?          |
| A. Parisi     | 1        | 0       | ?           | ?          | ?            | ?            | ?            | ?            | 1+       | 0+     | ?           | ?          |
| M. Pisciotta  | 29       | 0       | ?           | ?          | ?            | 1            | ?            | ?            | 29+      | 1      | ?           | ?          |
| L. Scarafoni  | 33       | 9       | ?           | ?          | ?            | 1            | ?            | ?            | 33+      | 10     | ?           | ?          |
| V. Sicignano  | 3        | -1      | ?           | ?          | ?            | ?            | ?            | ?            | 3+       | -1+    | ?           | ?          |
| A. Tasca      | 3        | 0       | ?           | ?          | ?            | ?            | ?            | ?            | 3+       | 0+     | ?           | ?          |
| G. Tedesco    | 34       | 2       | ?           | ?          | ?            | ?            | ?            | ?            | 34+      | 2+     | ?           | ?          |
| G. Vasari     | 35       | 10      | ?           | ?          | ?            | 2            | ?            | ?            | 35+      | 12     | ?           | ?          |